# Ocimum amicorum
Ocimum amicorum là một loài thực vật có hoa trong họ Hoa môi. Loài này được A.J.Paton mô tả khoa học đầu tiên năm 1999.